# Þorrablót
Þorrablót is een IJslands midwinterfestival dat in de oude IJslandse maand þorri gehouden wordt. In het oude IJsland begon Þorri aan het eind van de huidige januari en eindigde eind februari. Deze festivals werden aanvankelijk aan het eind van de 19e eeuw door IJslandse studenten georganiseerd, voor het eerst was dat in 1873 in Kopenhagen. Net zoals andere nationalistische feesten die in de 18e en 19e eeuw in andere landen werden georganiseerd, was het Þorrablót een avondbijeenkomst waar de deelnemers aten en dronken, voordrachten hielden en gedichten voordroegen. Oorspronkelijk waren deze aan de Noorse god Þor (of Thor) gewijd, naar wie ook de maand vermoedelijk was vernoemd.
Het feest wordt een blót genoemd, een feest dat oorspronkelijk ter ere van een heidense Noorse god werd gehouden. Daarmee houden de IJslanders de gedachte hoog dat ze van de Vikingen afstammen en leggen ze de relatie met vroegere heidense tijden.
Het þorrablót werd al gauw een traditie in IJsland. De feesten werden door verscheidene groeperingen georganiseerd, in het bijzonder door jeugdorganisaties en studentenverenigingen die vaak ook nauw bij de onafhankelijkheidsbewegingen betrokken waren. 
In 1958 begon een restaurant in Reykjavik, Naustið, speciaal tijdens het þorrablót een aantal oude IJslandse plattelandsgerechten die in de vergetelheid waren geraakt, op te dienen. Het voedsel werd gepresenteerd op houten planken zoals men dat vroeger ook deed. Het restaurant noemde deze maaltijd het þorramatur (þorri's maaltijd), en linkte deze maaltijd zo met de þorrablóttraditie. Het idee werd zeer goed ontvangen, en tegenwoordig wordt het þorrablót over geheel IJsland gevierd met het þorramatur. Deze maaltijd wordt in huiselijke kring gevierd, eventueel met vrienden, maar er zijn ook grootse evenementen waarbij de gehele bevolking van een plaats of streek gezamenlijk aan één grote tafel zit. Ook IJslanders in het buitenland vieren het þorrablót.